# Emoagglutinazione

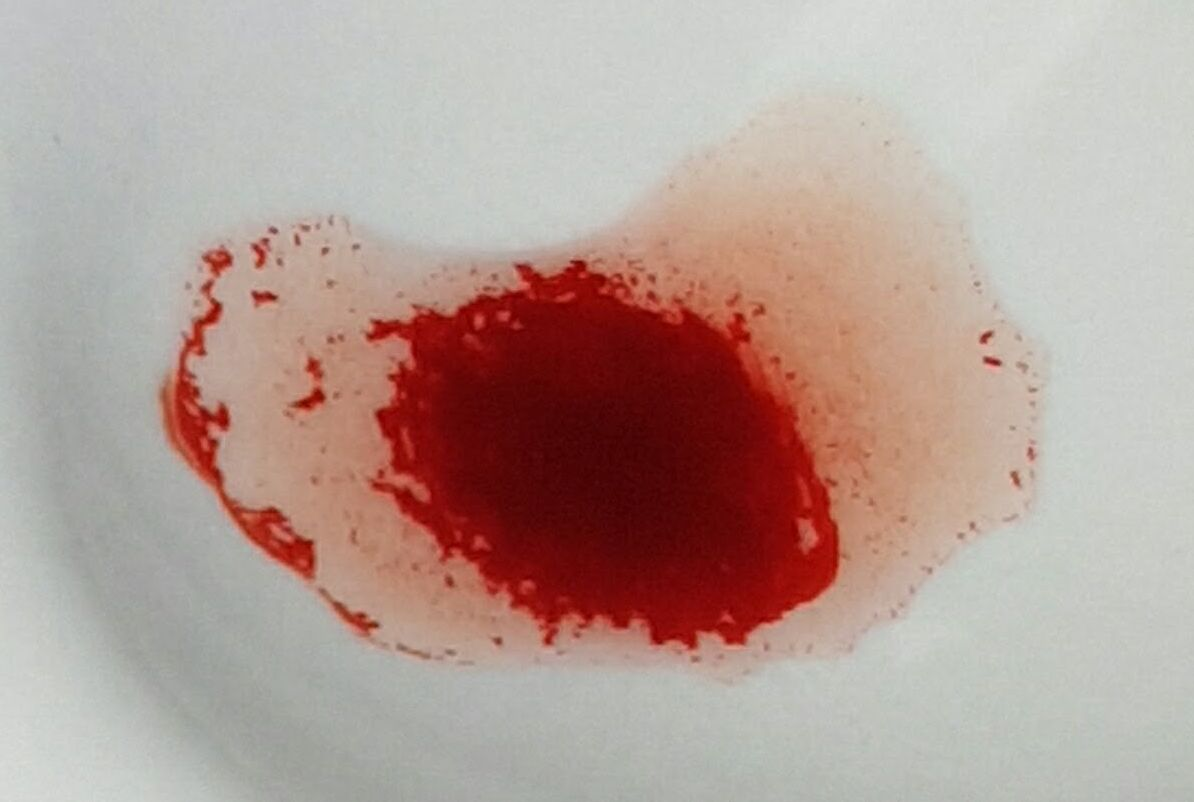

L'emoagglutinazione è una reazione di agglutinazione che coinvolge i globuli rossi. L'agglutinina coinvolta nell'emoagglutinazione è chiamata emoagglutinina.
Quando si verifica emoagglutinazione, significa che i gruppi sanguigni del donatore e del ricevente sono incompatibili.
Quando una persona produce anticorpi contro i propri globuli rossi, come nella malattia da agglutinine fredde e altre patologie autoimmuni, essi possono agglutinarsi spontaneamente: questo fenomeno è chiamato autoagglutinazione e può interferire con i test di laboratorio come la determinazione dei gruppi sanguigni e l'emocromo.